# Ramburiella bolivari
Ramburiella bolivari är en insektsart som först beskrevs av Kuthy 1907.  Ramburiella bolivari ingår i släktet Ramburiella och familjen gräshoppor. Inga underarter finns listade i Catalogue of Life.